# Christoph Blumhardt
Christoph Blumhardt, född den 1 juni 1842, död den 2 augusti 1919, var en tysk religiös ledare och politiker, son till Johann Christoph Blumhardt.
Blumhardt fortsatte ledarskapet för sin faders religiösa grupp. Hos Blumhardt kom dock troshelbrägdagörelsen att skjutas undan, medan han allt starkare betonade och vidareutvecklade gudsrikesförkunnelsen. Blumhardt kom i skarpare opposition mot kyrkan än vad fadern varit, något som bland annat tog sig uttryck i hans anslutning till socialdemokratin. 
Blumhardt var deputerande inom socialdemokratiska partiet i Württembergs lantdag 1900-1906. Enligt Blumhardt förverkligade sig gudsriket genom en organisk utveckling, samt att det innebär frälsning icke endast av individen utan av hela samhället. Från dessa synpunkter fattade han socialdemokratin med dess sociala rättfärdighetsmotiv som en omedveten medarbetare i gudsrikets förverkligande på jorden. 
Blumhardt har varit av avgörande betydelse för den tysk-schweiziska religiöst-sociala rörelsen, där Hermann Kutter och framför allt Leonhard Ragaz har mycket nära anknytning. Även hos Johannes Müller märks ett starkt inflytande från Blumhardt.
Blumhardt var universalist, trodde på allas slutliga frälsning.